# Козловский кремль
Козловский кремль — несохранившаяся деревянная крепость города Козлова (ныне Мичуринска Тамбовской области). Основана в 1635 году воеводами Иваном Биркиным и Михаилом Спешневым по указу царя Михаила Фёдоровича. Новая крепость строилась на Ногайском шляхе с целью перегородить по нему вторжения кочевников. Именно с Козлова началось возведение крупнейшего фортификационного комлекса России — Белгородской черты.
Первоначально город предполагалось возвести на Урляповом городище, однако воеводы выбрали более удобное место в урочище, где располагалась деревушка крестьянина Семёна Козлова «со товарищи». Благодаря этому за новой крепостью закрепилось сначала неофициально, а затем в государственных документах название Козлов. В строительстве участвовали 660 детей боярских, казаков и стрельцов из 10 городов.
Крепость располагалась на высоком берегу реки Лесной Воронеж у впадения в неё реки Каменки. Стены представляли собой острог с обламами, длина стен которого насчитывала 788 м. У него было две проездных и восемь глухих башен. В начале 1650-х годов воеводы Иван Алферьев и Пётр Пушкин перестроили и значительно расширили укрепления Козлова. Согласно описям второй половины XVII века кремль был уже рубленым городом и состоял из тарас, имел прямоугольную форму, близкую к квадрату, с длиной стен 298,4 на 292,3 м. С трёх сторон его защищал ров, скаты которого были защищены дубовыми брёвнами, а с четвёртой — крутым берегом реки. Ров был продублирован двумя рядами частика и тремя рядами столпцов. На данном этапе у стен кремля было три проездные и 12 глухих башен. Две башни, находящиеся в северной и южной стенах, были восьмиугольными и насчитывали 47 и 43 м в высоту. С них хорошо просматривались соседние укрепления Белгородской черты.
В кремле находились пятиглавая соборная Покровская церковь, воеводский двор, приказная изба, пороховой погреб, тюрьма, казённые амбары, дворы служилых и жилецких людей и две стрелецкие караулки у крепостных ворот. К реке из кремля вёл подземный ход (тайник). Кремль полукольцом окружали пригородные слободы, вокруг которых вырыли ров и установили двойную линию надолб, у которой также имелись свои проездные и глухие башни. Аналогично была защищена Казачья слобода, находившаяся за рекой (ныне село Заворонежское).
В 1677—1678 годах к северу и западу от кремля возвели вторую линию укреплений — земляной город протяжённостью около 2 км, защитивший часть посада с торговой площадью. В нём находились дворы Стрелецкой слободы, таможня и Ильинский девичий монастырь, основанный в 1638 году. От него осталась Ильинская церковь, перестроенная в камне.
Козловская крепость являлась одной из наиболее крупных на Белгородской черте и своего рода центром восточной её части. Сразу после постройки крепости начались работы по сооружению козловского участка Белгородской черты, простирающегося на 90 км до реки Челновой, на которой был построен одноимённый городок. Сегодня этот участок известен как часть Татарского вала. Крымские татары, ногайцы и калмыки не раз в течение XVII века пытались прорываться через него, но гарнизон Козлова всякий раз успешно пресекал их деятельность.
В XVIII веке Козлов в связи с продвижением границ на юг потерял военное значение. В течение века его деревянные стены пришли в негодность и были снесены. Оставшиеся земляные валы и рвы были нивелированы в ходе перепланировки города в рамках градостроительной реформы Екатерины II. В 1771—1777 годах на месте прежней деревянной соборной церкви Козловского кремля был построен каменный Покровский собор, который был снесён в 1936 году.